# Pascal Bruckner
Pascal Bruckner (Parigi, 15 dicembre 1948) è uno scrittore e saggista francese.

## Biografia
Pascal Étienne Bruckner passa i primi anni della sua infanzia tra l'Austria, la Svizzera e la Francia. Inizia il suo corso scolastico presso il collegio dei gesuiti di Lione. Studia poi a Parigi presso il Liceo Henri-IV, nelle Università parigine e infine all'École pratique des hautes études.
Si laurea nel 1975 con una tesi, discussa all'Università di Parigi VII, dedicata alla liberazione sessuale nel pensiero del socialista utopico Charles Fourier dal titolo Le corps de chacun est accessible à tous ("Il corpo di ognuno è accessibile a tutti") con correlatrice Julia Kristeva..
Dal 1986 insegna nelle università di New York e di San Diego in California. Dal 1990 sino al 1994 è insegnante e ricercatore all'Institut d'études politiques de Paris. Collabora al Nouvel Observateur e a Le Monde.
Dalla metà degli anni '70 si accosta al movimento dei nouveaux philosophes.
Nel 1983 introdusse il termine "razzismo antibianco" nel suo libro Le Sanglot de l'homme blanc.
Polemista impegnato politicamente dal 1992 al 1999 si schiera contro l'aggressione serba nell'ex-Jugoslavia. Approva l'intervento della NATO contro i serbi. Appoggia l'intervento armato in Iraq decisa dall'amministrazione del presidente degli USA George W. Bush per la destituzione di Saddam Hussein ma criticherà successivamente sul giornale Le Figaro l'impreparazione dell'esercito statunitense in Iraq e l'uso della tortura nella prigione di Abu Ghraib.
Dal 2020 fa parte dell'Académie Goncourt.

## Pensiero
A proposito del pensiero weberiano riferito al disincanto, inteso come l'abbandono per l’uomo evoluto del senso del magico che porta alla perdita di quella «tecnica di salvezza» che permetteva di sopravvivere nella cruda realtà quotidiana, Bruckner scorge l'idea che oggi vi sia un'inversione di interpretazione tale da poter parlare di re-incanto, di quello che altri autori chiamano de-secolarizzazione.

Partendo dall'analisi dei fenomeni dei consumi di massa e di tutto quello connesso ai metodi di marketing, Bruckner afferma che si stia operando un ritorno a una riunificazione del reale col magico, della razionalità illuministica con la fantasia romantica.
Egli scrive che oggi: «Siamo lontani dallo spirito del calcolo razionale che formava, secondo Max Weber, l'ethos degli albori del Capitalismo: la produzione mercantile viene messa al servizio di una magia universale, il consumismo culmina nell'animismo degli oggetti. Con l'opulenza ed i suoi corollari (gli svaghi ed il divertimento), una sorta di incantesimo a buon mercato viene messo a disposizione di tutti. I prodotti esposti in vendita nei nostri centri commerciali (...) non sono esseri inerti: vivono, respirano e, in quanto spiriti, possiedono un'anima ed un nome. Il ruolo della pubblicità è quella di dare loro una personalità attraverso una marca, di conferire loro il dono delle lingue, di trasformarle in piccole persone che parlano (...).»

## Opere

### Saggi
- Fourier, Seuil, 1975.
- Le Nouveau désordre amoureux (in collaborazione con Alain Finkielkraut), Seuil, 1977.
- Edizione italiana: Il nuovo disordine amoroso, traduzione di C. Morena, Milano, Garzanti, 1979, ISBN 978-8811599203.
- Au coin de la rue, l'aventure (in collaborazione con Alain Finkielkraut), Seuil, 1979.
- Le Sanglot de l'homme blanc: Tiers-Monde, culpabilité, haine de soi, Seuil, 1983.
- La Mélancolie démocratique, Seuil, 1990.
- La Tentation de l'innocence, Grasset, 1995 (prix Médicis).
- Le Vertige de Babel. Cosmopolitisme ou mondialisme, Arlea poche, 1999.
- L'Euphorie perpétuelle: Essais sur le devoir de bonheur, Grasset, 2000.
- Misère de la prospérité: La religion marchande et ses ennemis, Grasset, 2002.
- La Tyrannie de la pénitence: Essai sur le masochisme Occidental, Grasset, 2006.
  - Edizione italiana: La tirannia della penitenza, traduzione di Tina D'Agostini e Monica Fiorini, Parma, Guanda, 2007, ISBN 978-88-6088-042-0.
- Le Paradoxe amoureux, Grasset, 2009.
  - Edizione italiana: Il paradosso amoroso, traduzione di Leila Beauté, Parma, Guanda, 2012, ISBN 978-88-6088-163-2.
- Le mariage d'amour a-t-il échoué ?, Grasset, 2010.
- Le Fanatisme de l’apocalypse. Sauver la Terre, punir l’Homme, Paris, Grasset-Fasquelle, 2011 ISBN 978-2-2467-3641-7.
  - Edizione italiana: Il fanatismo dell'Apocalisse: salvare la terra, punire l'uomo, traduzione di Leila Beauté, Parma, Guanda, 2014, ISBN 978-88-6088-931-7.
- La Sagesse de l'argent, Paris, Grasset, 2016.
- Un racisme imaginaire: la querelle de l’islamophobie, Paris, Grasset-Fasquelle, 2017, ISBN 978-2-246-85757-0.
- Une brève éternité: philosophie de la longévité, Paris, Grasset, 2019.
  - Edizione italiana: Una breve eternità: filosofia della longevità, traduzione di Sergio Levi, Milano, Guanda, 2020, ISBN 978-88-235-2639-6.
- (FR) Zohra Bitan, 50 personnalités s'expriment sur la laïcité et la liberté d'expression, in #JeSuisMila #JeSuisCharlie #NousSommesLaRépublique, Seramis, 2020, ISBN 979-1-0964-8623-6.
- Un coupable presque parfait: la construction du bouc-émissaire blanc, Grasset, 2020.
  - Edizione italiana: Un colpevole quasi perfetto: La costruzione del capro espiatorio bianco, traduzione di Sergio Levi, Milano, Guanda, 2021, ISBN 978-88-235-2842-0.
- Dans l'amitié d'une montagne: petit traité d'élévation, Paris, Grasset, 2022, ISBN 978-2-246-83066-5.
- Le sacre des pantoufles: Du renoncement au monde,  Grasset, 2022, ISBN 978-2-246-83232-4.

### Romanzi e novelle
- Allez jouer ailleurs, Le Sagittaire, 1976.
- Lunes de fiel, Seuil, 1981. (Luna di fiele, adattato per lo schermo da Roman Polański).
- Parias, Seuil, 1985.
- Qui de nous deux inventa l'autre ?, Gallimard, 1988.
- Le divin enfant, Seuil, 1992.
- Les Voleurs de beauté, Grasset, 1997 (prix Renaudot).
- Les ogres anonymes, Grasset, 1998.
- L'amour du prochain, Grasset, 2005.
- Mon petit mari, Grasset 2007.

### Libri per bambini
- Le palais des claques, Points-Virgule Seuil 1986.
- Au secours, le Père Noël revient (illustrato da Hervé Di Rosa), Seuil 2003.